# 平富乡
平富乡，是中华人民共和国江西省赣州市上犹县下辖的一个乡镇级行政单位。

## 行政区划
平富乡下辖以下地区：
平富村、庄前村、庄坑村、信地（畲族）村、大潭村、向前村、上寨村和横坑（畲族）村。